# Modou Sougou
Pape Amodou Sougou oder kurz Modou Sougou (* 18. Dezember 1984 in Fissel, Region Thiès) ist ein senegalesischer Fußballspieler. Der Stürmer steht seit Sommer 2015 bei Sheffield Wednesday unter Vertrag, ist in der Rückrunde 2016/17 aber an den Moreirense FC ausgeliehen.

## Karriere

### Verein
Sougou kam im Jahr 2004 zu União Leiria in die portugiesische Primeira Liga. In seiner ersten Spielzeit kam er nur auf wenige Einsätze und wechselte ein Jahr später zum Ligakonkurrenten Vitória Setúbal. Dort wurde er zum Stammspieler und kehrte anschließend nach Leiria zurück, wo er in der Hinrunde 2005/06 fester Bestandteil des Teams wurde. Die Saison 2006/07 beendete der Klub auf dem letzten Platz und musste absteigen. Er wechselte zu Ligakonkurrent Académica Coimbra. Nach drei Jahren in Coimbra verließ Sougou Portugal und heuerte beim rumänischen Erstligisten CFR Cluj an. Dort steuerte er zehn Tore zum Gewinn der Meisterschaft 2012 bei. Ende Januar 2013 wechselte Sougou zum französischen Erstligisten Olympique Marseille. Er unterschrieb einen Vertrag bis Ende Juni 2016.
Im August 2013 wurde Sougou für die Saison 2013/14 an den FC Évian Thonon Gaillard ausgeliehen. Im August 2015 verpflichtete ihn der englische Zweitligist Sheffield Wednesday. Dort schaffte er nur selten den Sprung in den Kader und kam in der Spielzeit 2015/16 auf neun Einsätze. In der Hinrunde 2016/17 kam er gar nicht zum Einsatz und wurde im Januar 2017 für ein halbes Jahr an den Moreirense FC in die portugiesische Primeira Liga ausgeliehen. Nach einem Jahr Spielpause spielte er bis 2020 für Mumbai City FC und ist seitdem vereinslos.

### Nationalmannschaft
Sougou bestritt zwölf Spiele für die senegalesische Nationalmannschaft. Er stand im Aufgebot für die Afrikameisterschaft 2008 und kam zu zwei Kurzeinsätzen. In einem WM-Qualifikationsspiel gegen Algerien erzielte er am 5. September 2008 eines der beiden Tore seines Teams.

## Erfolge
- Teilnehmer am Afrika-Cup: 2008
- Rumänischer Meister: 2012